# Велика втеча 2
«Велика втеча 2: Нерозказана історія» (англ. The Great Escape II: The Untold Story) — американський телевізійний пригодницький фільм-бойовик 1988 року.

## Сюжет
Після закінчення Другої світової війни майор Джон Додж, колишній в'язень німецького концтабору, повертається до Німеччини. Свого часу він очолив втечу, яка закінчилася страшною трагедією. Об'єднавшись з іншими колишніми ув'язненими Джон готує план помсти катам, які багато років тому безжально розстріляли його товаришів.

## У ролях
| Актор               | Роль                    |
| ------------------- | ----------------------- |
| Крістофер Рів       | майор Джон Додж         |
| Джадд Херш          | капітан Девід Метьюз    |
| Ентоні Джон Денісон | лейтенант Майк Корері   |
| Чарльз Хейд         | сержант Маккензі        |
| Майкл Нейдер        | Берхарт                 |
| Йен Макшейн         | Роджер Бушелл           |
| Дерек де Лінт       | доктор Тост             |
| Дональд Плезенс     | доктор Ебселон          |
| Ендрю Бікнелл       | Вінгс Дей               |
| Манфред Андре       | полковник фон Ліндейнер |